# Villette-lez-Saint-Amour
Villette-lez-Saint-Amour era una comuna francesa que estaba situada en el departamento de Jura, de la región de Borgoña-Franco Condado.

## Historia
En 1822 se fusionó con la comuna de L'Aubépin, manteniendo su denominación. En 1883 el chief-lieu cambió de lugar cambiando la denominación de la comuna. 

## Demografía
| Gráfica de evolución demográfica de Villette-lez-Saint-Amour entre 1793 y 1881 |
|                                                                                |

Los datos demográficos contemplados en este gráfico se han cogido de la página francesa EHESS/Cassini.